# Sphaerium austeni
Sphaerium austeni е вид мида от семейство Sphaeriidae. Видът е почти застрашен от изчезване.

## Разпространение
Разпространен е в Индия (Манипур и Нагаланд).